# Severní Osetie-Alanie

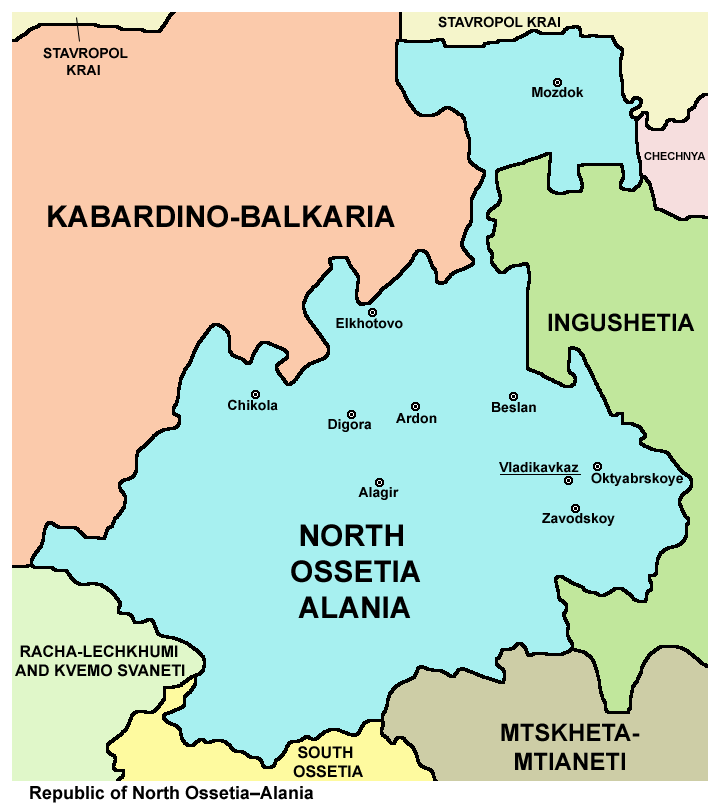

Republika Severní Osetie-Alanie (rusky Республика Северная Осетия-Алания, Respublika Severnaja Osetija-Alanija; osetsky Республикæ Цæгат Ирыстон — Алани, Respublikæ Cægat Iryston — Alani) je jednou z republik Ruské federace.
Má rozlohu 8000 km² a žije tu přibližně 679 tisíc obyvatel. Jejím hlavním městem je Vladikavkaz. Leží na severním Kavkaze. Na jihu sousedí s Gruzií, resp. s odtrženeckou Jižní Osetií (část tamních obyvatel odešla po osamostatnění Gruzie na sever). Dalšími sousedy jsou ruské republiky Kabardsko-Balkarsko (na západě), Ingušsko (na východě) a Čečensko (malý cíp na severovýchodě). Na severu hraničí se Stavropolským krajem.

## Název

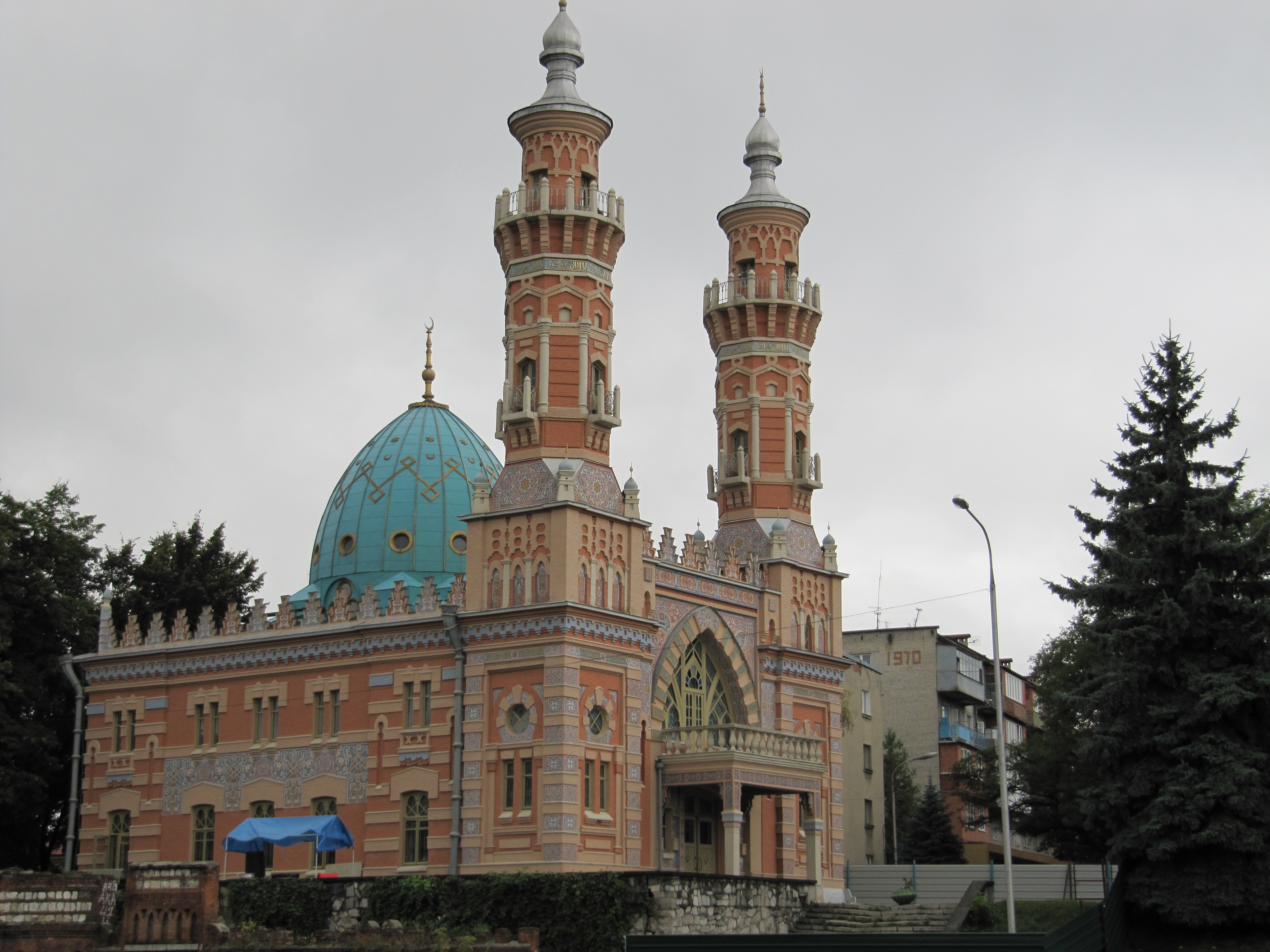
Mešita ve Vladikavkazu

V posledních letech Sovětského svazu, následkem politiky glasnosti, sílilo na Kavkaze nacionalistické smýšlení. Mnoho intelektuálů ze Severoosetinské ASSR volalo po znovuzavedení názvu Alanie, odkazujícím na středověké království kočovných Alanů, považovaných za předchůdce dnešních Osetů/Osetinců. Vlivem této iniciativy se jméno „Alanie“ začalo stále více vžívat; zejména po r. 1989 se k němu hlásily různé kulturní a nacionalistické organizace, televizní stanice, firmy, sportovní týmy. V listopadu 1994 byl nakonec oficiální název republiky změněn z dosavadního Severní Osetie na Severní Osetie-Alanie.

## Symboly

### Vlajka
Vlajka Severní Osetie-Alanie je tvořena listem o poměru stran 2:3 se třemi vodorovnými pruhy, bílým, červeným a žlutým.
Vlajka je (až na poměr stran) stejná jako vlajka Jižní Osetie, nezávislého státu, který však není mezinárodně uznán a jehož území je okupované Ruskem, de jure je však součástí Gruzie.

## Geografie
Na jihu má republika hornatý charakter, zatímco na severu rovinatý a nachází se zde Stavropolská planina. 22 % území je pokryto lesnatým terénem. Nejvýznamnějším vodním tokem je řeka Těrek se svou délkou přibližně 600 km.

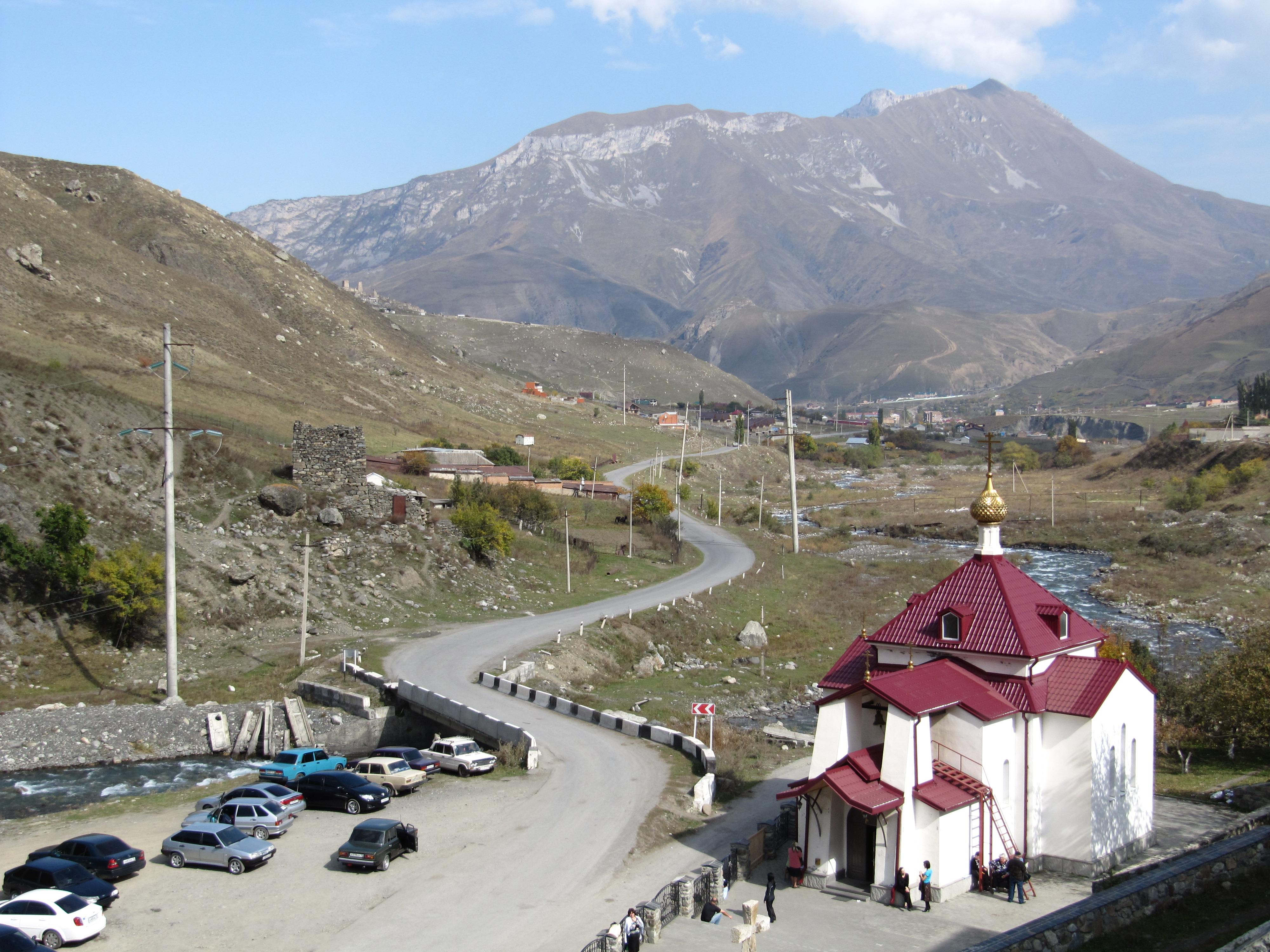
Údolí Kurtat a mužský klášter

## Obyvatelstvo
Obyvatelstvo ze 62 % tvoří Oseti (častěji psáno, i když méně vhodně, Osetinci), kteří jsou většinou pravoslavného vyznání. Ruská menšina tvořící 23 % populace je také převážně pravoslavná.
Mezi nejvýznamnější města patří Alagir, Ardon, Beslan, Digora, Mozdok a hlavní město Vladikavkaz.
Úředními jazyky jsou ruština a osetština. Oba dva používají ke psaní azbuku.

## Ekonomika
Přes své problémy s narůstající populací kvůli přílivu uprchlíků je Severní Osetie nejlépe prosperující republikou na severním Kavkazu.[zdroj?] Dosáhla velké míry urbanizace a industrializace.[zdroj?] Její továrny produkují kovové, olověné a zinkové výrobky, wolfram, elektroniku, chemikálie a potraviny.[zdroj?]
Místní zemědělství je zaměřeno především na chov ovcí a koz a na pěstování obilnin, ovoce a bavlny.
V roce 2016 je Severní Osetie-Alanie s dluhem 10,52 miliard rublů druhou nejzadluženější oblastí Ruské federace. V důsledku ostré rozpočtové krize plánuje ruská vláda v roce 2016 na další tři roky takřka sedminásobně snížit objem rozpočtových úvěrů pro regiony, což dostane Severní Osetii-Alanii spolu s dalšími 19 regiony na pokraj bankrotu.